# Signal Foundation
Signal Technology Foundation, широко відомий як Signal Foundation — американська некомерційна організація, заснована у 2018 році Моксі Марлінспайком і Браяном Актоном. Місія організації полягає в тому, щоб «захистити свободу вираження поглядів і забезпечити безпечне глобальне спілкування за допомогою технології конфіденційності з відкритим кодом» Дочірня компанія, Signal Messenger LLC, відповідає за розробку програми обміну повідомленнями Signal і протоколу Signal.

## Історія
21 лютого 2018 року Моксі Марлінспайк і співзасновник WhatsApp Брайан Ектон оголосили про створення Signal Foundation, некомерційної організації 501(c)(3). Фонд було розпочато з початкової позики в 50 мільйонів доларів від Ектона, який продав компанію WhatsApp, компанії Facebook, у вересні 2017 року. Фонд «Свобода преси» раніше виступав фінансовим спонсором проєкту «Сигнал» і продовжував приймати пожертви від імені проєкту, доки статус некомерційної організації не розглядався. До кінця 2018 року кредит на проєкт зріс до 105 000 400 доларів США. Беззаставний та безвідсотковий кредит має бути погашений до 28 лютого 2068 року.

### Вище керівництво
Signal Foundation очолює Голова, який не виконує керівні функції Signal Messenger.

#### Список голів
1. Браян Ектон (2018–тепер)[2]

## Керівництво
Станом на червень 2023 року рада директорів Signal Foundation складається з п'яти членів:
- Амба Как
- Браян Ектон (співзасновник, голова Signal Foundation і генеральний директор Signal Messenger LLC)[7][9]
- Джей Салліван
- Кетрін Махер
- Мередіт Віттакер (президент)[10]

Почесні члени:
- Моксі Марлінспайк (співзасновник)

## Signal Messenger
Компанія Signal Messenger LLC заснована одночасно з Signal Technology Foundation і діє як її дочірня компанія. Компанія відповідає за розробку програми обміну повідомленнями Signal і протоколу Signal. Моксі Марлінспайк був першим генеральним директором Signal Messenger з моменту заснувіння і до відставки 10 січня 2022 року. Браян Ектон зголосився виконувати обов'язки тимчасового генерального директора, доки організація шукала нового. У червні 2023 року компанія оголосила, що Ектон залишиться на посаді генерального директора.

### Вище керівництво
Окрім голови правління Signal Foundation, у Signal Messenger також традиційно був генеральний директор. Так було до вересня 2022 року, коли було створено нову роль президента, яка присвячена більш ключовим напрямкам стратегії.

#### Список генеральних директорів
1. Моксі Марлінспайк (2018—2022)
2. Браян Ектон (2022–тепер)

#### Список президентів
1. Мередіт Віттакер (2022–тепер)[15]